# Heinrich Karl von Braunschweig-Wolfenbüttel
Heinrich Karl von Braunschweig-Wolfenbüttel (* 7. September 1609 auf Schloss Hessen; † 11. Juni 1615 in Helmstedt) war ein Prinz von Braunschweig-Wolfenbüttel und Administrator des Bistums Halberstadt.

## Leben
Heinrich Karl war ein Sohn des Herzogs Heinrich Julius von Braunschweig-Wolfenbüttel (1564–1613) aus dessen zweiter Ehe mit Elisabeth (1573–1626), ältester Tochter des Königs Friedrich II. von Dänemark.
Heinrich Karl wurde am 21. Oktober 1613 kurz nach dem Tod seines Vaters vom Kapitel in Halberstadt zum protestantischen Administrator des Bistums Halberstadt gewählt. Das Kapitel versprach sich mit der Wahl des 4-jährigen die Verwaltung des Bistums einige Jahre selbst führen zu können. Heinrich Karl starb erst 5-jährig noch vor seinem Regierungsantritt in Helmstedt, wo er aufwachsen und erzogen werden sollte, an den Blattern. Er wurde in der Wolfenbütteler Marienkirche beigesetzt und im Amt folgte ihm sein älterer Bruder Rudolf.